# Stegnar
Stegnar je priimek več znanih Slovencev:
- Andrej Stegnar (1906—1981), usnjarski gospodarstvenik
- Andreja Stegnar (Andra Avčin), lutkarica
- Feliks (Srečko) Stegnar (1842—1915), glasbenik, pevovodja in skladatelj
- Gregor Stegnar (*1976), silak ??
- Katarina Stegnar (*1976), igralka, plesalka in performerka
- Marjan Stegnar (1913—1991), zdravnik pediater
- Matija Stegnar (*1978), smučarski skakalec
- Mojca Stegnar (*1947), biologinja, hematologinja
- Peter Stegnar (*1946), biolog, radioekolog, jedrski kemik